# STS-29
La STS-29 è una missione spaziale del Programma Space Shuttle.

## Equipaggio
| Ruolo                   | Equipaggio                 | Equipaggio                 |
| ----------------------- | -------------------------- | -------------------------- |
| Comandante              | Michael Coats Secondo volo | Michael Coats Secondo volo |
| Pilota                  | John Blaha Primo volo      | John Blaha Primo volo      |
| Specialista di missione | James Bagian Primo volo    | James Bagian Primo volo    |
| Specialista di missione | James Buchli Terzo volo    | James Buchli Terzo volo    |
| Specialista di missione | Robert Springer Primo volo | Robert Springer Primo volo |

## Parametri della missione
- Massa:
  - Navetta al lancio: 116821 kg
  - Navetta al rientro: 88353 kg
  - Carico utile: 17280 kg
- Perigeo: 297 km
- Apogeo: 308 km
- Inclinazione orbitale: 28.5°
- Periodo: 1 ora, 30 minuti, 35 secondi